# NK Lokomotiva Zagreb
O NK Lokomotiva Zagreb é um clube profissional de futebol croata com sede em Zagreb. Disputa atualmente a 1. HNL, a primeira divisão do país. Fundado em 1914, o único período de sucesso do clube ocorreu no final da década de 1940 e início da década de 1950, antes de passar a maior parte das cinco décadas seguintes como peixes pequenos de nível inferior.
Entre 2007 e 2009, o time conquistou três promoções consecutivas para subir da quarta para a primeiro divisão no sistema de ligas do futebol croata. Por alguns anos mandou seus jogos em casa no Estádio Maksimir, de propriedade do Dínamo, antes de se mudar para o Stadion Kranjčevićeva do NK Zagreb, já que seu próprio campo, no bairro de Kajzerica, em Novi Zagreb, é considerado inadequado para futebol de alto nível.

## História
O NK Lokomotiva foi fundado como ŽŠK Victoria (Željezničarski Športski Klub "Victoria") em 1914.
Após a Primeira Guerra Mundial, o nome do clube foi alterado para Željezničar, sob o qual competiu no período entre-guerras. Naquela época, a equipe estava principalmente à sombra dos maiores clubes da cidade, Građanski, Concordia e HAŠK. Alcançou a primeira divisão apenas na temporada1940-41.
Em 1945. o clube passou a se chamar Lokomotiva e logo vieram seus anos mais produtivos. Ele jogaram continuamente por 8 temporadas (1947-1955) na primeira divisão iugoslava, conseguindo seu melhor resultado em 1952, quando terminou em terceiro, atrás de Hajduk Split e Estrela Vermelha. Alguns de seus jogadores da época eram Vladimir Čonč, Vladimir Firm, Drago Hmelina, Franjo Beserdi e Oto Bobek, irmão mais novo do lendário Stjepan Bobek. 
O Lokomotiva venceu o campeonato iugoslavo da segunda divisão em 1956, mas foi rebaixados novamente na temporada seguinte e nunca mais voltou à primeira divisão iugoslava. Atuou na segunda divisão até 1970 e depois também na Liga Inter-República Iugoslava nos últimos anos antes da dissolução da Iugoslávia.
Após a independência da Croácia e a formação da 1. HNL em 1991, o Lokomotiva jogou nas ligas mais baixas do futebol croata, passando a maior parte do tempo no Treća HNL (terceira divisão). Em 2006, antes do rebaixamento para a quarta divisão, o Lokomotiva se tornou o time B do Dinamo Zagreb. Isso levou a história de uma das mais incríveis subidas pelas ligas de todos os tempos no futebol croata. O Lokomotiva ganhou promoção em cada uma das três temporadas seguintes, terminando em 1º na 4. HNL em 2006-2007, 2º na 3. HNL em 2007-2008 e 3º na 2. HNL em 2008-2009.
A promoção da segunda para a primeira divisão do futebol croata em 2009 significou que, na temporada 2009-10, o Lokomotiva voltava à primeira divisão pela primeira vez em 52 anos. A equipe se recuperou de um início ruim no campeonato e terminou em uma respeitável 8ª posição entre 16 equipes, com notáveis vitórias por 2-4 fora contra o NK Zagreb, 3-0 em casa contra Rijeka e 2-1 contra o Hajduk Split. Seu artilheiro, Nino Bule, terminou com 14 gols.
A próxima temporada, a 2012/13, foi a melhor da história recente dos Lokosi. O time sagrou-se vice-campeão, terminando à frente de clubes tradicionais como Rijeka, Hajduk Split e RNK Split. O jovem astro Andrej Kramarić, que veio emprestado do Dínamo, terminou em segundo lugar na artilharia geral com 15 gols. Tal façanha classificou o time para a segunda pré-eliminatória da Liga Europa da UEFA de 2013-14.
No seu primeiro encontro europeu, o time enfrentou o FK Dinamo Minsk, infelizmente perdendo nos gols marcados fora de casa depois de vencer por 1-2 fora de casa, mas caindo por 2-3 em casa. A equipe teve outra campanha de respeito na 1. HNL, que foi reduzido para 10 equipes na temporada 13/14. O time de Zagreb terminou em quinto lugar.
Devido às regras contra os segundos times estarem na mesma divisão, o Lokomotiva se separaram legalmente de seu vínculo com o Dínamo. Para atender aos critérios da 1. HNL, eles jogam seus jogos no Estádio Maksimir, mas a sede do clube e as categorias de base estão em Kajzerica.

## Mudanças de nome
- ŽŠK Victoria (1914–1919)
- ŠK Željezničar (1919–1941)
- HŽŠK (1941–1945)
- FD Lokomotiva (1945–1946)
- FD Crvena Lokomotiva (1946–47)
- NK Lokomotiva (1947–presente)

### Plantel
19 de agosto de 2019
Nota: Bandeiras indicam equipe nacional, conforme definido pelas regras de elegibilidade da FIFA. Os jogadores podem ter mais de uma nacionalidade não-FIFA.
| N.º |                      | Posição | Jogador            |
| --- | -------------------- | ------- | ------------------ |
| 1   | Croácia              | G       | Bruno Bermanec     |
| 3   | Bósnia e Herzegovina | D       | Stipo Marković     |
| 5   | Croácia              | D       | Siniša Rožman      |
| 6   | Croácia              | M       | Oliver Petrak      |
| 7   | Albânia              | A       | Myrto Uzuni        |
| 8   | Bósnia e Herzegovina | M       | Filip Arežina      |
| 9   | Croácia              | A       | Mario Budimir      |
| 11  | Croácia              | A       | Domagoj Drožđek    |
| 12  | Croácia              | G       | Krunoslav Hendija  |
| 13  | Croácia              | G       | Ivo Grbić          |
| 14  | Senegal              | M       | Pape Assane Mbodji |
| 15  | Croácia              | M       | Josip Majić        |
| 16  | Albânia              | D       | Jon Mersinaj       |
| 17  | Albânia              | A       | Indrit Tuci        |

| N.º |               | Posição | Jogador                     |
| --- | ------------- | ------- | --------------------------- |
| 18  | Albânia       | M       | Enis Çokaj                  |
| 19  | Croácia       | D       | Luka Smoljo                 |
| 20  | Croácia       | D       | Denis Kolinger              |
| 21  | Croácia       | A       | Loren Maružin               |
| 22  | Kosovo        | A       | Lirim Kastrati              |
| 23  | Croácia       | M       | Kristijan Jakić             |
| 24  | Croácia       | M       | Marko Tolić                 |
| 25  | Croácia       | M       | Bruno Karoglan              |
| 26  | Austrália     | D       | Fran Karačić                |
| 27  | Brasil        | M       | Emerson Santana Deocleciano |
| 28  | Croácia       | D       | Dino Halilović              |
| 31  | Albânia       | M       | Albion Marku                |
| —   | Países Baixos | D       | Bradley Vliet               |
| —   | Irã           | D       | Sadegh Moharrami            |

## Últimas temporadas
| Temporada | Campeonato | Campeonato | Campeonato | Campeonato | Campeonato | Campeonato | Campeonato | Campeonato | Campeonato | Copa | Comoetições europeias | Comoetições europeias | Artilheiro          | Artilheiro |
| Temporada | Divisão    | J          | V          | E          | D          | GP         | GC         | Pts.       | Pos.       | Copa | Comoetições europeias | Comoetições europeias | Jogador             | Gols       |
| --------- | ---------- | ---------- | ---------- | ---------- | ---------- | ---------- | ---------- | ---------- | ---------- | ---- | --------------------- | --------------------- | ------------------- | ---------- |
| 2006–07   | 4. HNL     | 30         | 25         | 2          | 3          | 94         | 31         | 77         | 1º ↑       |      |                       |                       | Jurica Jeleć        | 16         |
| 2007–08   | 3. HNL     | 34         | 28         | 2          | 4          | 105        | 32         | 86         | 2º ↑       |      |                       |                       | Robert Mesić        | 34         |
| 2008–09   | 2. HNL     | 30         | 18         | 5          | 7          | 50         | 30         | 59         | 3º ↑       |      |                       |                       | Mateo Poljak        | 8          |
| 2009–10   | 1. HNL     | 30         | 12         | 6          | 12         | 35         | 38         | 42         | 8º         |      |                       |                       | Nino Bule           | 14         |
| 2010–11   | 1. HNL     | 30         | 8          | 9          | 13         | 24         | 37         | 33         | 14º        | R1   |                       |                       | Nino Bule           | 11         |
| 2011–12   | 1. HNL     | 30         | 12         | 8          | 10         | 33         | 33         | 44         | 7º         |      |                       |                       | Andrej Kramarić     | 5          |
| 2012–13   | 1. HNL     | 33         | 16         | 9          | 8          | 54         | 38         | 57         | 2º         | RU   |                       |                       | Andrej Kramarić     | 15         |
| 2013–14   | 1. HNL     | 36         | 15         | 7          | 14         | 57         | 59         | 52         | 5º         |      | Liga Europa           | QR2                   | Ante Budimir        | 14         |
| 2014–15   | 1. HNL     | 36         | 13         | 7          | 16         | 59         | 68         | 46         | 4º         | QF   |                       |                       | Domagoj Pavičić     | 8          |
| 2015–16   | 1. HNL     | 36         | 16         | 4          | 16         | 56         | 53         | 52         | 4º         | QF   | Liga Europa           | QR2                   | Franko Andrijašević | 12         |
| 2016–17   | 1. HNL     | 36         | 12         | 8          | 16         | 41         | 38         | 44         | 5º         | QF   | Liga Europa           | PO                    | Josip Ćorić         | 6          |
| 2017–18   | 1. HNL     | 36         | 14         | 9          | 13         | 47         | 48         | 51         | 5th        | SF   |                       |                       | Lovro Majer         | 11         |
| 2018–19   | 1. HNL     | 36         | 13         | 10         | 13         | 51         | 43         | 49         | 6º         | QF   |                       |                       | Dejan Radonjić      | 8          |
| 2019-20   | 1. HNL     |            |            |            |            |            |            |            |            |      |                       |                       | Em disputa          |            |

## Temporadas europeias
| Temporada | Competição          | Rodada | Oponente            | Casa | Fora | Agregado |
| --------- | ------------------- | ------ | ------------------- | ---- | ---- | -------- |
| 2013–14   | Liga Europa da UEFA | QR2    | Dínamo Minsk        | 2–3  | 2–1  | 4–4 (a)  |
| 2015–16   | Liga Europa da UEFA | QR1    | Airbus UK Broughton | 2–2  | 3–1  | 5–3      |
| 2015–16   | Liga Europa da UEFA | QR2    | PAOK                | 2–1  | 0–6  | 2–7      |
| 2016–17   | Liga Europa da UEFA | QR1    | UE Santa Coloma     | 4–1  | 3–1  | 7–2      |
| 2016–17   | Liga Europa da UEFA | QR2    | RoPS Rovaniemi      | 3–0  | 1–1  | 4–1      |
| 2016–17   | Liga Europa da UEFA | QR3    | FC Vorskla Poltava  | 0–0  | 3–2  | 3–2      |
| 2016–17   | Liga Europa da UEFA | PO     | Genk                | 2–2  | 0–2  | 2–4      |

## Conquistas
Campeonato Croata de Futebol
- Vice-campeão: 2012–13

Campeonato Croata de Futebol da Segunda Divisão
- Terceiro lugar: 2008–09

Campeonato Iugoslavo de Futebol
- Terceiro lugar: 1952

Campeonato Iugoslavo de Futebol da Segunda Divisão
- Canpeão: 1955–56
- Vice-campeão: 1957–58, 1958–59

Copa da Croácia
- Vice-campeão: 2012–13

## Uniformes

### Uniformes dos jogadores
- Uniforme principal: Camisa azul, calção e meias azuis;
- Uniforme de visitante: Camisa rosa, calção preto e meias rosas;
- Uniforme alternativo: Camisa roxa, calção e meias roxas.

| 1º Uniforme | 2º Uniforme | 3º Uniforme |

### Uniformes dos goleiros
- Camisa vermelha, calção e meias vermelhas;
- Camisa preta, calção e meias pretas;
- Camisa verde, calção e meias verdes.

| Cores do Time · Cores do Time · Cores do Time · Cores do Time · Cores do Time | Cores do Time · Cores do Time · Cores do Time · Cores do Time · Cores do Time | Cores do Time · Cores do Time · Cores do Time · Cores do Time · Cores do Time |  |

### Uniformes anteriores
- 2018-19

| Primeiro | Segundo | Terceiro |

- 2017-18

| Primeiro | Segundo | Terceiro |

- 2016-17

| Primeiro | Segundo | Terceiro |

- 2015-16

| Primeiro | Segundo |

- 2014-15

| Primeiro | Segundo |

- 2013-14

| Primeiro | Segundo |

## Histórico de treinadores
- Bogdan Cuvaj
- Hermenegildo Kranjc
- Sreten Ćuk (2007 - 30 de dezembro de 2008)
- Ilija Lončarević (1º de janeiro de 2009 - 6 de março de 2009)
- Željko Pakasin (C) (7 de março de 2009 - 29 de abril de 2009)
- Roy Ferenčina (29 de abril de 2009 - 3 de outubro de 2010)
- Ljupko Petrović (3 de outubro de 2010 - 14 de março de 2011)
- Krunoslav Jurčić (14 de março de 2011 – 26 de maio de 2011)
- Marijo Tot (1º de junho de 2011 – 29 de outubro de 2011)
- Ante Čačić (31 de outubro de 2011 - 23 de dezembro de 2011)
- Tomislav Ivković (23 de dezembro de 2011 - 11 de maio de 2015)
- Marko Pinčić (C) (11 de maio de 2015 - 3 de junho de 2015)
- Ante Čačić (3 de junho de 2015 - 21 de setembro de 2015)
- Sreten Ćuk (21 de setembro de 2015 – 30 de maio de 2016)
- Valentin Barišić (30 de maio de 2016 – 6 de julho de 2016)
- Mario Tokić (C) (6 de julho de 2016 – Jul 25 de julho de 2016)
- Tomislav Ivković (25 de julho 2016 – 14 de novembro de 2016)
- Mario Tokić (14 de novembro de 2016 – 5 de dezembro de 2017)
- Draženko Prskalo (C) (5 de dezembro de 2017 - 27 de dezembro de 2017)
- Goran Tomić (27 de dezembro de 2017 - Presente)